# Christes

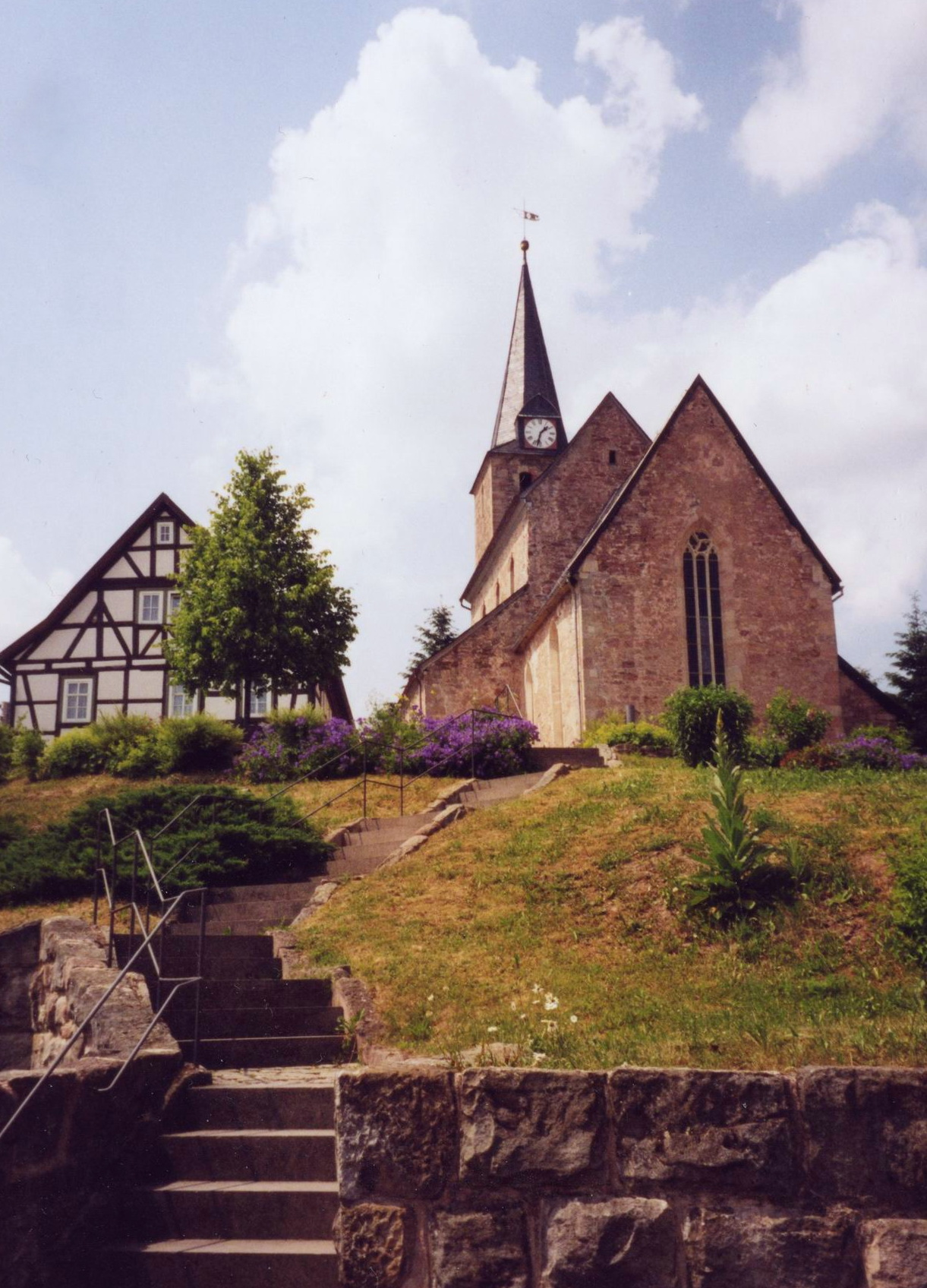
Gotische Kirche in Christes

Christes ist eine Gemeinde im Landkreis Schmalkalden-Meiningen in Thüringen, die zur Verwaltungsgemeinschaft Dolmar-Salzbrücke gehört.

## Geografie
Christes liegt im südlichen Thüringer Wald südöstlich von Schmalkalden und nördlich des 739,5 Meter hohen Dolmar.

### Nachbargemeinden
Im Südwesten liegt Metzels, im Süden hinter dem Dolmar die Gemeinde Kühndorf, im Südosten Schwarza, im Osten Steinbach-Hallenberg und im Norden Schmalkalden mit dem Ortsteil Breitenbach.

## Geschichte
833 wurde in einer Schenkungsurkunde des Gaugrafen Christian I. und seiner Gattin Heilwich an König Ludwig den Deutschen erstmals „Christaneshusun“ genannt. Christian I. war der Vater des Gründers des Klosters Rohr. Die wahrscheinliche Gründung erfolgte nach neuesten Recherchen um 870. Urkundlich erwähnt wurde Christes dann als „Villa Christens“. Dem Ortsbrunnen Christus-Born wurden Heilkräfte zugesprochen, sodass von 1425 bis in die erste Hälfte des 16. Jahrhunderts Wallfahrten stattfanden, die dem Ort Wohlstand und Bedeutung brachten.
Ab 1686 wurde in der Förstergrube am 566 m hohen Kleinen Dolmar nach Kupfer und Silber gegraben, die Erze wurden in einer Schmelzhütte bei Schwarza verhüttet. 1695 kam der Bergbau durch einen Unglücksfall zum Erliegen.
Christes gehörte zunächst zur Grafschaft Henneberg, seit 1660 zu Sachsen-Zeitz, von 1718 an zu Kursachsen (im Amt Kühndorf). Zwischen 1500 und 1806 lag der Ort im Fränkischen Reichskreis. Von 1816 bis 1944 gehörte Christes zum Regierungsbezirk Erfurt der preußischen Provinz Sachsen. In der DDR kam Christes 1952 in den Bezirk Suhl.
Christes war von 1657 bis 1681 von Hexenverfolgungen betroffen: zwei Frauen und ein Mann gerieten in Hexenprozesse, eine Frau wurde hingerichtet, eine starb in der Haft. Erstes Opfer 1657 war Anna, Valentin Machentanz’ Frau.

### Einwohnerentwicklung
Entwicklung der Einwohnerzahl (31. Dezember):
| - 1994: 699 - 1995: 698 - 1996: 690 - 1997: 687 - 1998: 692 - 1999: 718 | - 2000: 716 - 2001: 713 - 2002: 707 - 2003: 705 - 2004: 689 - 2005: 690 | - 2006: 681 - 2007: 668 - 2008: 646 - 2009: 627 - 2010: 620 - 2011: 620 | - 2012: 601 - 2013: 597 - 2014: 589 - 2015: 577 - 2016: 568 - 2017: 565 | - 2018: 552 - 2019: 550 - 2020: 544 - 2021: 545 |

 Datenquelle: Thüringer Landesamt für Statistik

## Kultur und Sehenswürdigkeiten
- In Christes befindet sich seit 1443 die kleinste spätgotische dreischiffige Basilika Europas, die Kirche Unserer Lieben Frauen. In der Marienkapelle sind Reste doppelter Wandmalereien erhalten sowie ein Taufstein aus dem Jahre 1572.
- Der historische Ortskern mit der Basilika auf dem Lindenhügel ist seit 1992 denkmalgeschützt.
- Deutschlandweit bekannt ist das Bildungscamp Christes am Schwimmbad, dessen Speziallager für Schach, Mathematik etc. sowie Ferienlager viele jugendliche Besucher anlocken.
- Außerdem gibt es im und um den Ort alte Grenzsteine, Kreuzsteine und ein Fachwerkhaus aus dem 17. Jahrhundert.
- im Umkreis bekannt ist auch der Christeser Carneval Club (CCC), der mit seinem Schlachtruf „Hojeböck Helau“ im Jahr 2024 bereits in seine 60. Session geht

## Wirtschaft und Infrastruktur

### Bildungscamp Christes
- Deutschlands einziges Begabtencamp für Grundschüler

### Unternehmen
- Präzisionsstahlunternehmen
- Metallbau
- Klempnerbetrieb
- Touristenstation
- Bauunternehmen

### Infrastruktur
Durch den Ort führt die K2513, die Christes über Breitenbach mit Schmalkalden (ca. 12 km) und über Schwarza mit Meiningen (ca. 20 km) verbindet. Der nächstgelegene Autobahnanschluss ist die Anschlussstelle 21 „Meiningen-Nord“ der A 71 (ca. 16 km entfernt).